# Barbatteius
Barbatteius is een geslacht van uitgestorven teiide hagedissen, vertegenwoordigd door de typesoort Barbatteius vremiri uit het Laat-Krijt van Roemenië. 
Barbatteius vremiri werd in 2016 benoemd door Vlad Codrea en Márton Venczel. De geslachtsnaam is afgeleid van de rivier de Barbat en de Teiidae. De soortaanduiding eert de geoloog Matyas Vremir die het typespecimen bij  Pui Islaz ontdekte.
Het holotype is UBB V.440, een goed bewaarde schedel uit het Haţeg-bekken.
Barbatteius verschilt van de teiïden doordat hij meer prominente osteodermen heeft die het schedeldak bedekken. Het is ook groot voor een teiide, met een geschatte totale lichaamslengte van tachtig centimeter. In 2017 werd hij in een eigen familie Barbatteiidae geplaatst.
Barbatteius leefde op het eiland Haţeg tijdens het vroege Maastrichtien en maakte deel uit van een geïsoleerde eilandfauna. De nauwe verwantschap met teiiden uit Gondwana en het gelijktijdig voorkomen met paramacellodide en borioteiioide hagedissen uit Euramerika suggereert echter dat Haţeg Island meerdere keren werd gekoloniseerd door hagedissen uit veel verschillende delen van de wereld.